# Усанов, Павел Анатольевич
Усанов Павел Анатольевич (11 августа 1975, Новочебоксарск, Чувашская АССР, РСФСР, СССР — 19 апреля 2016, Москва) — российский музыкант, певец и композитор. Бас-гитарист музыкальной группы «Любэ» (1997—2016), основатель и художественный руководитель рок-группы «Встречный бой» (2006—2016).

## Биография

### Происхождение
Родился 11 августа 1975 года в Новочебоксарске. Учился в средней школе № 5. Окончил Кировское училище искусств, служил в армии, учился на факультете Военных дирижёров при Московской Государственной консерватории им. П. И. Чайковского, окончил с отличием Российскую академию музыки им. Гнесиных и аспирантуру, брал частные уроки композиции у профессора Московской консерватории Ю. В. Воронцова.
Обучаясь в Академии им. Гнесиных, Усанов занялся композицией и начал писать музыку к театральным постановкам, аудиоспектаклям и кинофильмам.

### Творческая карьера

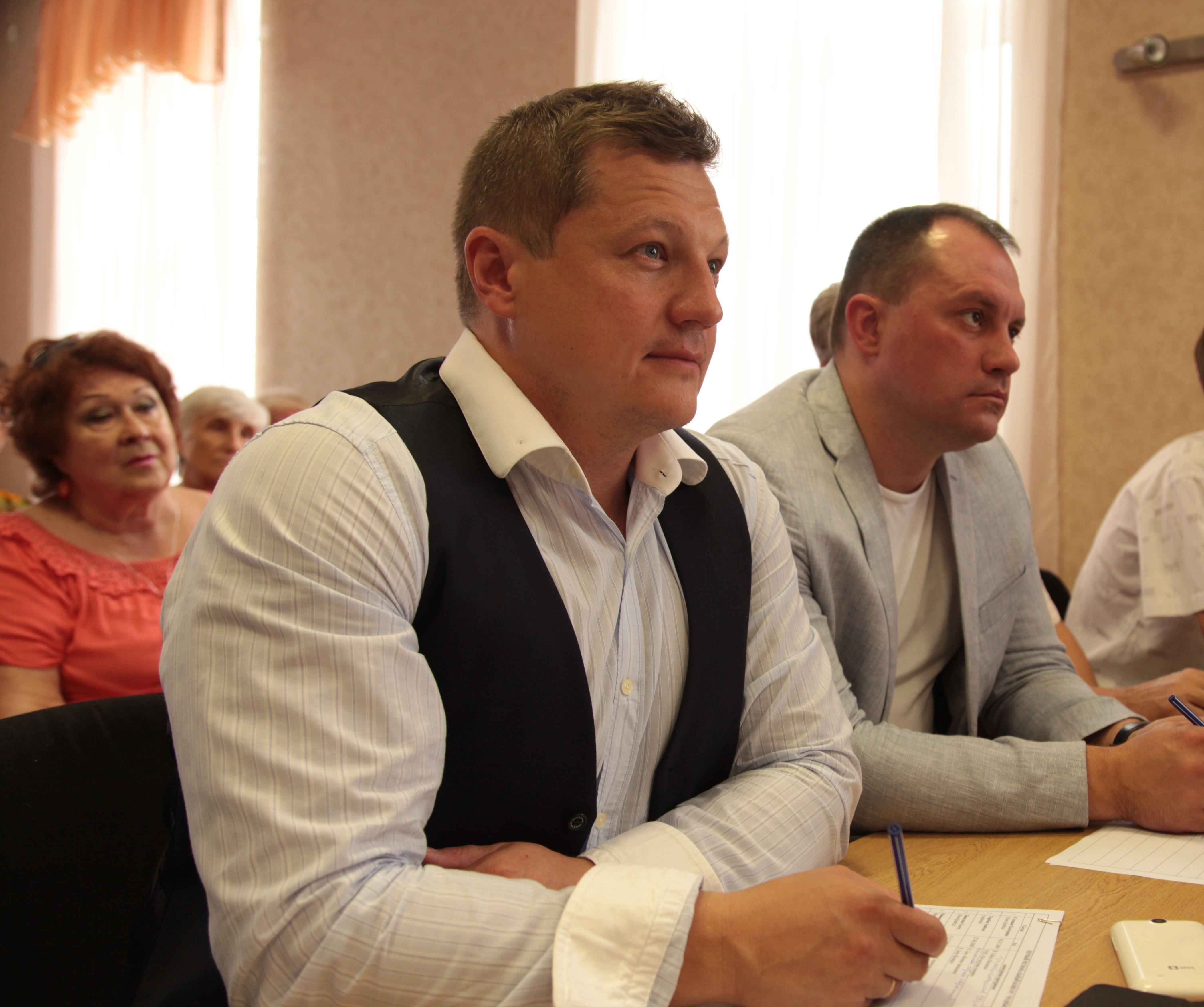
Павел Усанов в жюри конкурса «Родные просторы». Донецк, 2015 год

В годы, когда был курсантом факультета Военных дирижёров, играл в Москве джаз в группе «Манхэттен», затем в группе «Фонограф джаз-бэнд» Сергея Жилина. В 1996 году появилось объявление в газетах, что в связи с трагической гибелью бас-гитариста Александра Николаева группа «Любэ» объявляет конкурс на нового исполнителя. После того, как его заметили в составе джазового квартета, Павел прошёл конкурс и стал бас-гитаристом «Любэ».
Создал музыку к 15 документальным фильмам на Первом канале, сотрудничая с Павлом Шереметом, к фильму «Русская жертва» о псковских десантниках и др.
Продолжая работать в «Любэ» в качестве музыканта, Усанов в 2006 году образовал группу «Встречный бой», став её художественным руководителем и композитором.
С 2012 года являлся учредителем и лидером фонда «Культурно-просветительское движение „Содействие творческому образованию“» (КПД СТО). В 2015 году Павел создал своё культурно-просветительское движение «Родные просторы», и первым проектом стал детский музыкальный конкурс, который прошёл в Донбассе, в городе Донецке, во время боевых действий.

### Гибель
2 апреля 2016 года Павел Усанов экстренно госпитализирован в Институт скорой помощи имени Склифосовского с тяжёлым ранением головы. Как сообщил источник, Усанов получил в драке черепно-мозговую травму в подмосковном городе Дмитров. По подозрению в избиении музыканта был задержан 39-летний Максим Добрый.
Несмотря на усилия врачей, скончался 19 апреля 2016 года не приходя в сознание в Институте скорой помощи имени Склифосовского. После смерти Усанова Захар Прилепин предположил, что причиной избиения послужил разговор Павла о Донбассе, услышанный в баре посторонними людьми. Однако следственный комитет РФ отрицает эту версию и сообщает что: «пока подтверждается версия конфликта на почве личной неприязни».

## Память
Похоронен 23 апреля в Новочебоксарске на Аллее Славы старого городского кладбища близ д. Липово.
19 апреля 2017 года в Донецке по инициативе общественного деятеля Анастасии Федоренко установили памятную мемориальную доску Павлу Усанову. На мемориальной гранитной доске высечены стихи Павла Усанова из его известной песни «Всё будет как надо».

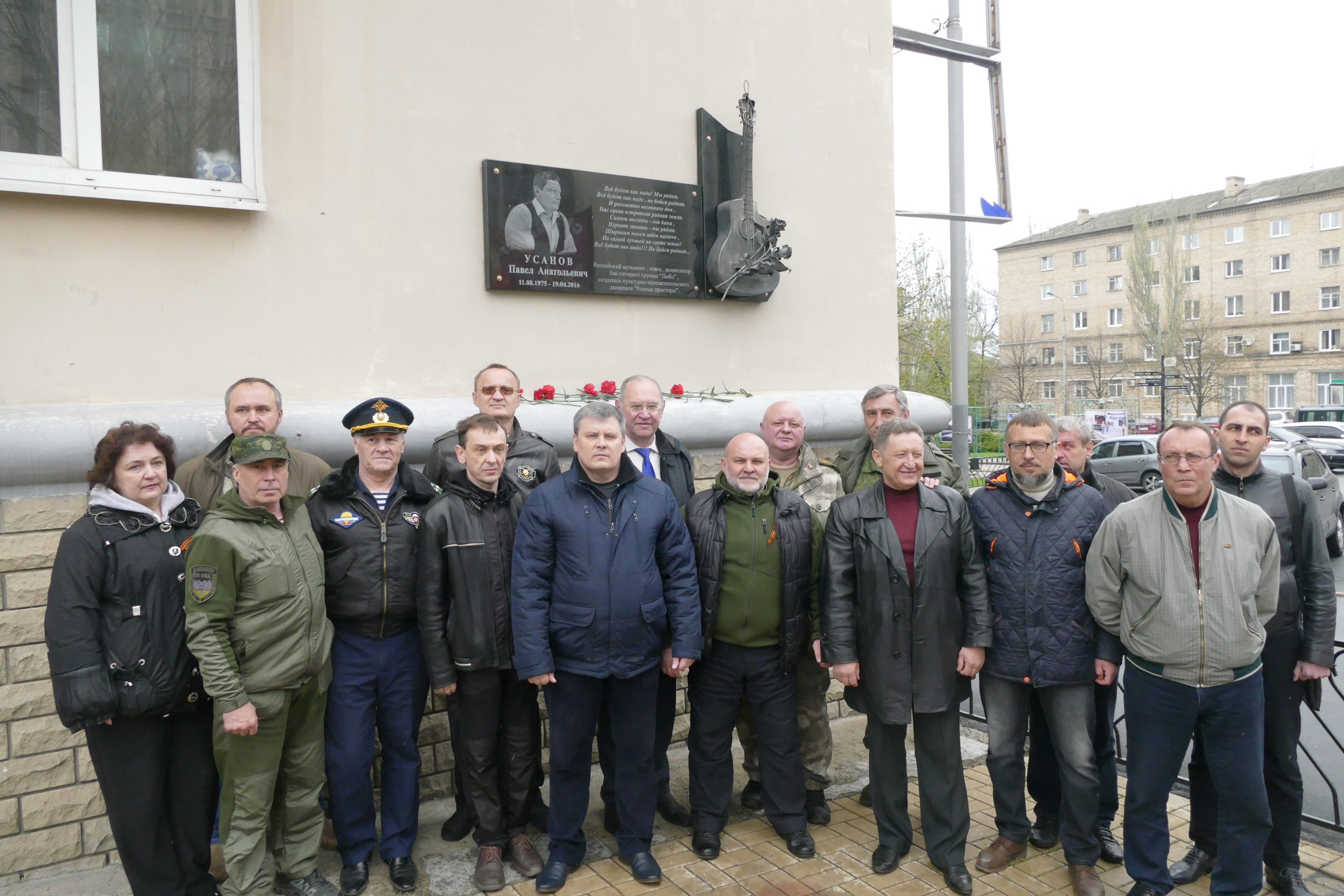
Открытие мемориальной доски Павлу Усанову в Донецке
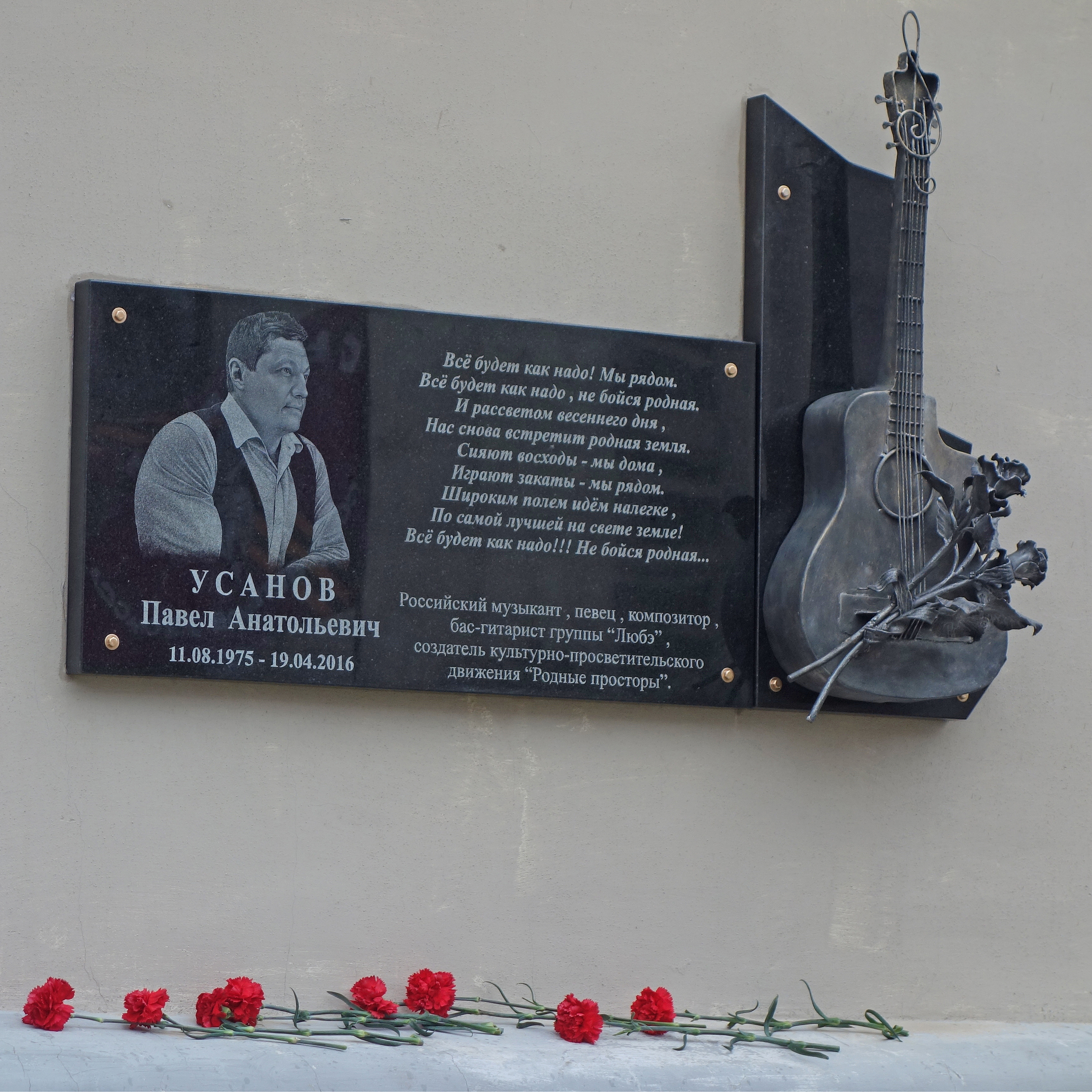
Мемориальная доска Павлу Усанову в Донецке
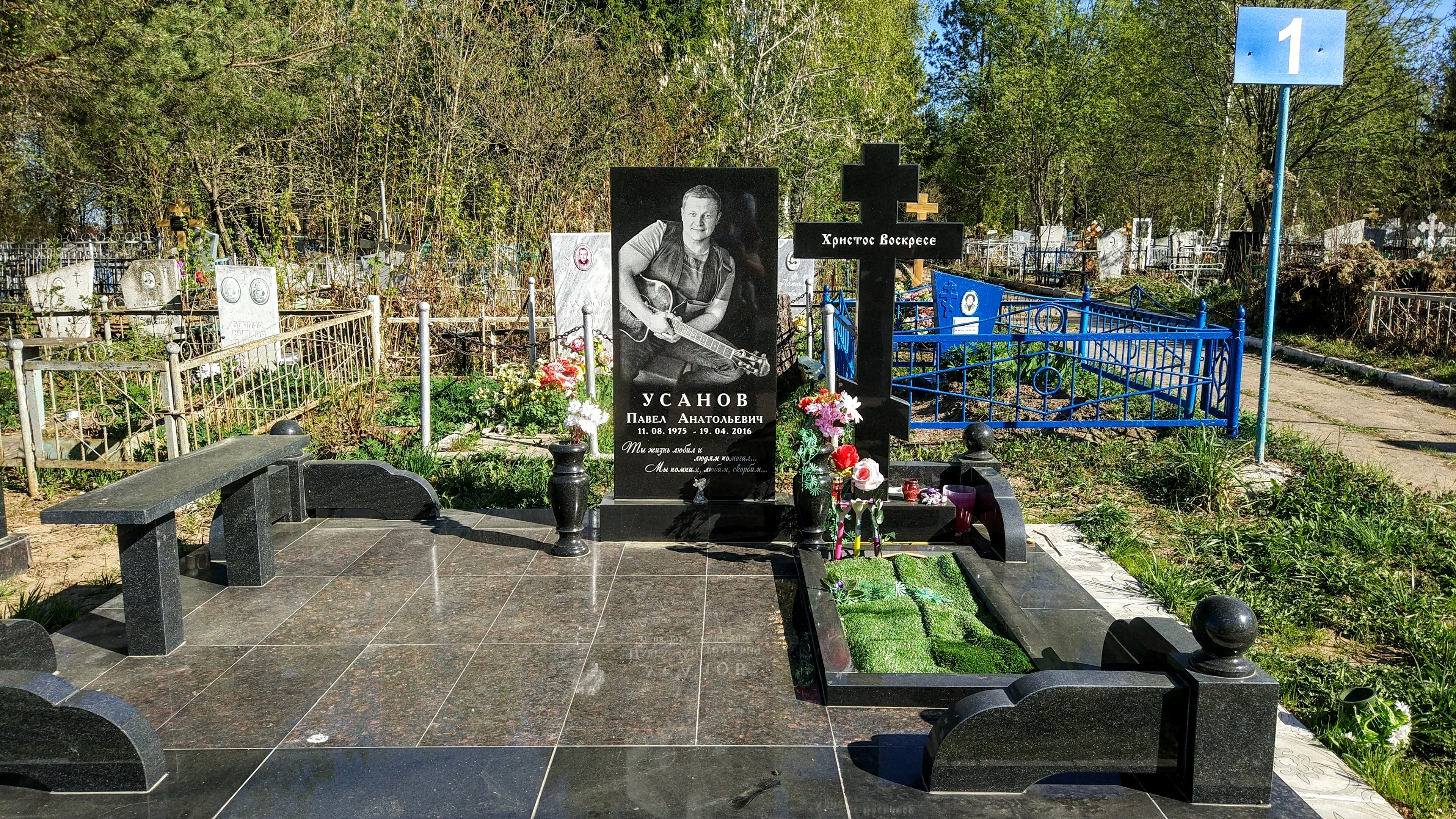
Могила Павла Усанова на Новочебоксарском кладбище. Май 2018

## Семья
Первая жена — Марина Усанова, с которой Павел прожил 8 лет. У них осталось двое детей, Василий и Софья. Вторая жена — певица Юлиана Грин.

## Дискография

### Любэ
- 1997 — Песни о людях
- 2000 — Полустаночки
- 2002 — Давай за…
- 2005 — Рассея
- 2009 — Свои
- 2015 — За тебя, Родина-мать!

### Встречный бой
- 2009 — Всё будет как надо!

## Награды
- Памятный юбилейный знак «65 лет Победы» (8 октября 2010 года, Республика Тыва, Россия) — за вклад в военно-патриотическое, интернациональное и трудовое воспитание молодого поколения России, заслуги в развитии культуры и искусства, высокое исполнительское мастерство и многолетнюю творческую деятельность[9].